# Catawba (Wisconsin)
Catawba è un comune degli Stati Uniti, situato in Wisconsin, nella Contea di Price.